# Berit Larsson
Berit Larsson, född 19 juni 1944, är en svensk före detta friidrottare (höjdhopp). Hon tävlade för klubben IFK Norrköping. Hon utsågs år 1962 till Stor grabb/tjej nummer 216.